# Peter Clemenza
Peter Clemenza je fiktivní postava z románu Kmotr od Maria Puza.

## Charakteristika
Clemenza byl sicilského původu, projevil se jako znalec lidí. Byl obézní a měl slabý močový měchýř.
S donem Corleonem se spřátelil, ještě když byl don dělníkem. Zorganizovali svoji první loupež, ve které přepadli nákladní auta s dodávkou šatů. Poté, co don začal vydělávat, začal jemu a Tessiovi platit podíly. Oba se později stali caporegimy ve famiglii Corleonových. Mezi jeho chráněnce v ragimu patřil zrádce Paulie Gatto, jehož popravy se Clemenza sám účastnil. Taktéž pomáhal zorganizovat atentát na Sollozza a kapitána McCluskeyho. Prověřoval Alberta Neriho. Měl plán se později odtrhnout od famiglie Corleonových a založit v New Yorku vlastní famiglii. Don Michael Corleone, nástupce svého otce, mu přenechal aktivity v New Yorku, když se famiglie stěhovala do Las Vegas. V závěru románu Clemenza uškrtil Carla Rizziho, který tak byl popraven za předhození Santina Corleona famigliim Barziniů a Tattagliů.